# Бидерман, Энн
Энн Бидерман (англ. Ann Biderman; род. 15 августа 1951) — американская сценаристка кино и телевидения. Она является создателем и исполнительным продюсером критически успешного сериала канала NBC/TNT «Саутленд», и она выиграла премию «Эмми» за лучший сценарий драматического сериала за эпизод «Полиции Нью-Йорка».

## Ранние годы
Бидерман выросла во Флориде, и когда ей было шестнадцать, она училась в школе-интернате The Stockbridge School, в Беркшир-Хилс в Массачусетсе, где она была очень заинтересована в искусстве. Бидерман и её сестра провели большую часть своей молодости в компании писателей, художников и музыкантов, когда они жили в знаменитом отеле Челси в Нью-Йорке, где «Леонард Коэн был мальчиком по соседству», а дом её матери в Майами был своего рода домом на полпути для борцов за гражданские права, недавно вышедших из тюрьмы. Поэт Аллен Гинзберг был близким другом семьи. Её сестра в конце 1960-х годов была близким спутником рок-банды «Jefferson Airplane» из Сан-Франциско.

## Карьера
Бидерман адаптировала роман «Смилла и её чувство снега» в сценарий получившего награды фильма, действие которого происходит в Копенгагене. В телевизионном сезоне 2008—2009 годов Бидерман разработала полицейский драматический сериал «Саутленд». Сериал сосредоточен на патрульных полицейских и детективах в Южном Лос-Анджелесе. Бидерман служила в качестве исполнительного продюсера первого сезона, наряду с Джоном Уэллсом и Кристофером Чулаком. Наряду с созданием сериала с пилотным эпизодом, Бидерман написала сценарии к эпизодам «Мозамбик», «Не пытайтесь понять женщину», «Неизвестная в проулке» (с консультирующим продюсером Анджелой Амато Велес) и «Под откос». Сериал был продлён на второй сезон, и Бидерман осталась исполнительным продюсером и сценаристом. Шесть эпизодов были созданы до того, как NBC поменяло решение и отменило «Саутленд». Сериал был затем подобран каналом TNT, а созданные эпизоды вышли в эфир как второй сезон. Бидерман была соавтором премьеры сезона, «Третий этап», вместе с Уэллсом, и написала сценарий к эпизоду «Луноход». TNT продлил сериал на третий сезон, но резко сократил производственный бюджет. Бидерман покинула пост исполнительного продюсера, но осталась исполнительным консультантом. Она была соавтором премьеры сезона, «Снег идёт», вместе с Уэллсом. Бидерман позже стала создателем, продюсером и сценаристом эпизодов сериала канала Showtime «Рэй Донован» в 2013 году, который заработал высокие рейтинги и похвалу от критиков. В августе 2014 года, Бидерман покинула пост шоураннера «Рэя Донована».

## Фильмография

### Продюсер
- Саутленд / Southland
- Рэй Донован / Ray Donovan

### Сценарист
- Имитатор / Copycat
- Полиция Нью-Йорка / NYPD Blue
- Первобытный страх / Primal Fear
- Саутленд / Southland
- Рэй Донован / Ray Donovan
- Джонни Д. / Public Enemies